# Thomas Nash (Schauspieler)

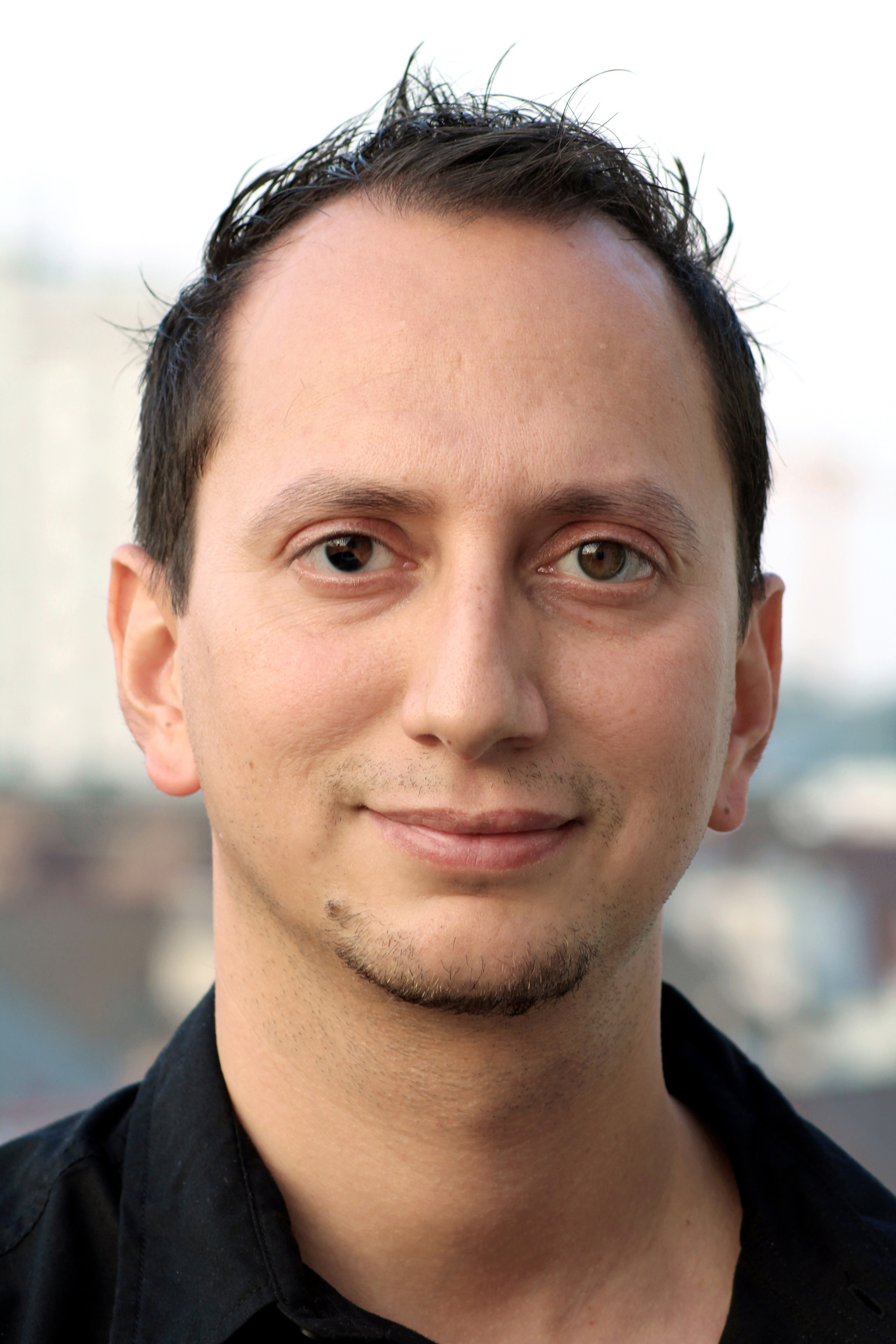
Thomas Nash (2016)

Thomas Nash (* 14. Oktober 1979 in Wien) ist ein österreichischer Schauspieler, Sprecher und Drehbuchautor.

## Leben und Wirken
Thomas Nash besuchte von 1998 bis 2000 die Filmschule Wien im Fach Bühnen- und Medienschauspiel. Bereits während seiner Ausbildung begann er Drehbücher zu schreiben. In Österreich wurde er 2011 einem größeren Publikum durch seine Rolle als Dramshit Mandani in AMS – Mutris Welt bekannt, eine 10-teilige TV-Serie für den ORF von Paul Harather. Es folgten Rollen in dem deutschen Kinofilm Bis zum Horizont, dann links! von Bernd Böhlich, der 2012 den Publikumspreis des Filmkunstfest Mecklenburg-Vorpommern erhielt, dem US-Fantasymärchen Grimm’s Snow White und Der letzte Tanz von Houchang Allahyari, der den Großen Diagonale-Filmpreis 2014 als Bester österreichischer Spielfilm gewann. Mit Allahyari drehte Nash auch den Kinofilm Rocco und die Spieldokumentation Die verrückte Welt der Ute Bock. 2013 erhielt er den Drehbuchentwicklungspreis der Stadt Salzburg (2. Platz) für sein Spielfilm-Exposé Wolkenbruch.
2013 widmete das Austrian Filmfestival Thomas Nash eine Werkschau von zwischen 2009 und 2013 entstandenen Kurzfilmen, zu denen er jeweils das Drehbuch schrieb und in denen er auch spielte. Er ist einer der Interviewpartner in der TV-Dokumentation Punch Line – Eine Frau steigt in den Ring, die er als Dramaturg begleitete und für die er die Musik komponierte.
Im 2015 vom ORF/ARD produzierten Tatort: Gier verkörperte Thomas Nash die Rolle des Inders Gupta Kumar unter der Regie von Robert Dornhelm, wo Thomas Nash wie schon in der Serie AMS – Mutris Welt Deutsch mit indischem Akzent sprach.
2018 hatte er sich wiederum einen rumänischen Akzent für die Rolle eines rumänischen Hotelportiers in dem ARD-Film Küss die Hand, Krüger antrainiert, wo Marc-Andreas Bochert Regie führte. Ebenfalls 2018 spielte Thomas Nash mit Christina Hendricks und Isabelle Huppert in der Amazon Original Serie The Romanoffs in der Folge House of Special Purpose. Regie führte Mad Men Regisseur Matthew Weiner. Die Serie ist seit Oktober 2018 im Original und seit Januar 2019 in der deutschen Synchronfassung auf Prime Video zu sehen.
2023 veröffentlichte Thomas Nash sein Romandebüt, den Fantasyroman Émenor – Welt ohne Schatten beim Verlag Buchschmiede.

## Filmografie
- 2002: Rocco
- 2005: Kupetzky (Fernsehsendung)
- 2007: Sommerreigen
- 2007: Facetten
- 2007: Import Export
- 2008: Schlimmer geht´s nimmer
- 2009: Secret Services
- 2009: Too Long Fu
- 2010: Die verrückte Welt der Ute Bock
- 2010: Oh Shit! (TV)
- 2011: SOKO Donau (Folge: Endstation)
- 2011: AMS Mutris Welt (TV-Serie)
- 2012: Grimm’s Snow White
- 2012: Bis zum Horizont, dann links!
- 2013: Copstories, Folge 4 „Und Gusch!“
- 2013: Schnell Ermittelt – Erinnern
- 2014: Der Letzte Tanz
- 2015: SOKO Donau (Folge: Asche zu Asche)
- 2015: Tatort: Gier
- 2015: Blockbuster – Das Leben ist ein Film
- 2017: Teheran Tabu
- 2018: SOKO Donau (Folge: Fadenspiel)
- 2018: Küss die Hand, Krüger
- 2018: Die Muse des Mörders
- 2018: The Romanoffs (Episode House of Special Purpose)

## Auszeichnungen und Preise
- 2001: Schauspielerdouble-Wettbewerb als Nicolas Cage Look-a-Like
- 2013: Drehbuchentwicklungspreis der Stadt Salzburg (2. Platz) für Wolkenbruch
- 2013: Dramatik Stipendium der Stadt Wien für das Drehbuch „8“. Als Dramatik Stipendiat der Stadt Wien las er 2014 bei der Veranstaltungsreihe Literatur im MUSA öffentlich aus dem Drehbuch „8“ vor[7].
- 2018: Drehbuchstipendium der Literar-Mechana für das Drehbuch Im Tal des roten Sandes

## Mitgliedschaften
Thomas Nash ist Mitglied des Verbands Österreichischer Filmschauspieler VÖFS, der Verwertungsgesellschaft der Filmschaffenden VDFS und außerordentliches Mitglied der Akademie des Österreichischen Films.